# نادي ذرت كاران بارس آباد
نادي ذرت كاران بارس آباد (بالفارسية: باشگاه فوتبال ذرت‌کاران پارس‌آباد) ، هي نادي رياضي إيراني لكرة القدم، أسست عام 2007م، وتقع مقرها في مدينة بارس أباد.

## مصدر
1. ↑  مشارکت‌کنندگان ویکی‌پدیا، «Zoratkaran Parsabad Ardebil F.C.»، ویکی‌پدیای انگلیسی، دانشنامهٔ آزاد (بازیابی در 2013/05/19).